# Boreotrophon aculeatus
Boreotrophon aculeatus är en snäckart. Boreotrophon aculeatus ingår i släktet Boreotrophon och familjen purpursnäckor.

## Underarter
Arten delas in i följande underarter:
- B. a. aculeatus
- B. a. lacunellus